# Borgmestre i Amsterdam
Dette er en liste over Borgmestre i Amsterdam. Siden 1824 har der kun været en borgmester i Amsterdam af gangen. 

## 14. århundrede
- (1383) – Jacob Coppenszn

## 15. århundrede
- (1413-1416) – Herwich Andriesz
- (1413,1416) – Timan Zael
- (1413-1414, 1416) – Timan Heyntgen Dircxsz
- (1413, 1416, 1417) – Jan Beth Willemsz
- (1413, 1415) – Gijsbert Huysman
- (1414) – Hillebrand Vechtersz
- (1414) – Claes Simon Kysersz
- (1415) – Jacob Jan Adamsz
- (1415) – Jonghen Willem Noort
- (1417) – Groote Pieter
- (1417) – IJsebrand de Wisselaer
- (1417-1418) – Willem Gartman
- (1418) – Franck Willem Jansz
- (1418-1419) – Jan Arentsz
- (1418) – Joost Pietersz
- (1419) – Servaes Roeloffz
- (1419) – Daem Braseman
- (1419) – Dirck Rollant
- (1419) – Willem Reynersz
- (1419, 1421-1422, 1425, 1431-1432) – Harman Harmansz
- (1419) – Heyn Willemszn Noirt
- (1420, 1422-1423) – Dirck Hollandt
- (1420-1421) – Jacob Duyvel
- (1420) – Pouwel Luytgensz
- (1420) – Jan Oude Brouck
- (1421) – Jan Woutersz
- (1421, 1424) – Claes Moyert
- (1422, 1424-1425, 1428-1429, 1432, 1435,1437) – Ruysch Jacob Coppensz
- (1422, 1425-1426, 1434, 1437-1438) – Anwel Pietersz
- (1423, 1428) – Moy Reynersz
- (1423, 1430) – Willem Dircxsz
- (1423-1424, 1426-1427, 1429-1430) – Jan Oettensz
- (1424, 1428, 1430-1431, 1434-1435, 1438-1439, 1442-1443) – Hugo Heynensz
- (1425) – Allert Pieter Allertsz
- (1426) – Dirck Bardeusz
- (1426) – Claes Jan Goertsz
- (1427) – Allert Jacob Bijlensz
- (1427) – Jan .. Allertsz
- (1427-1428) – Andries Drericsz
- (1429, 1432) – Groote Dirck Claesz
- (1429, 1435, 1441) – Jong Claes Symon Rijfersz
- (1430) – Symon Colijn
- (1431, 1434) – Claes Jansz
- (1431) – Jonghe Jacob de ..
- (1432-1433, 1435-1436, 1440-1441) – Jan Bout Albertsz
- (1433) – Jan Helmer
- (1433-1434, 1436, 1439-1440, 1442) – Gijsbert Jacob Grebbersz
- (1433, 1436, 1440, 1443, 1446) Jan Claes Symon Hoedincxz
- (1436-1437) – Clement Claesz
- (1437, 1439, 1441, 1442, 1445, 1448) – Pauwels Albertsz
- (1438) – Jan Heynenz
- (1438) – Jan Bedure
- (1439,1445) – Jacob Braseman
- (1440) – Jan Beth Willemsz
- (1441) – Ruysch Jacobsz
- (1442) – Allert Symonsz
- (1443) – Jacob Eybens
- (1443-1444) – Hendrik Anwelsz
- (1444) – Johannes Grebber
- (1444-1445) – Bellert Bechtersz
- (1444-1445, 1447) – Grebber Dircxz
- (1445) – Claes Tijoll
- (1445) – Ruysch Pietersz
- (1445) – Gerrit Groote Pietersz
- (1445-1446, 1452, 1454-1455, 1457, 1459-1460, 1462, 1464-1465, 1467) – Bartholomeus Dose
- (1446, 1448) – Jacob Eyhens
- (1446-1447) – Jan Deyman
- (1447, 1453-1454, 1457) – Dirck Boelensz (-1459)
- (1447-1448, 1452-1453, 1455, 1456) – Hendrik Dirckszn Stuyver (-1456)
- (1448-1449) – Melis Andriesz
- (1449) – Bartholomeus Pieter Reyniersz
- (1449-1450) – Hendrik Anwelsz
- (1449) – Roefrhe Jan Oetensz
- (1450) – Jacob Ropnersz
- (1450, 1464) – Gijsbert Claesz
- (1450, 1453) – Frederick IJsbrandtsz Baers
- (1451) – Jacob Reynersz
- (1451-1452) – Jacob Peekstock
- (1451, 1456) – Grebber Diricxz
- (1451) – Vechter Hillebrantsz
- (1452) – Hendrick Pouwel (-1452)
- (1452) – Jan Wouter Oetenz
- (1453) – Gijsen Jansz (uit Loosdrecht)
- (1454) – Pieter Claesz van Neck
- (1454, 1457-1458, 1462-1463, 1465-1466) – Jan Allertsz
- (1455) – Melis Schout Heynensz
- (1455, 1458-1459,1461) – Gerrit Dirck Smitsz
- (1456) – Copper Vechtersz
- (1456, 1459, 1464) – Jacob Pilien Allertsz
- (1456-1457) – Pieter Dirck Smitsz
- (1458, 1460,1463) – Pieter Allertsz Pietersz
- (1458) – Rombout Andriesz
- (1459, 1461-1462, 1465, 1468-1469, 1471-1472, 1474-1475, 1477, 1481-1482, 1486-1487) – Jacob Jacobsz de Jonge
- (1460) – Claes Melisz van Hoorn
- (1460-1461) – Coman Jan Tymansz
- (1461) – Heyman Ruysschenz
- (1462, 1465, 1468) – Gerrit Matheusz
- (1463, 1467) – Heyman van IJlp Pietersz
- (1463-1464, 1466-1467, 1476, 1478, 1480) – Gerret Dircksz Smit
- (1466, 1474, 1485) – Pieter Elertsz
- (1466, 1472) – Coman Andries Willemsz
- (1467-1468) – Gijsbert Dircxsz Muys
- (1468) – Jacob Ruysch
- (1469-1470, 1472-1473, 1475-1476, 1479-1480, 1482) – Pieter Roding Pietersz
- (1469) – Claes Stansen
- (1469) – Goossen Dirck Bardens
- (1470, 1472, 1475, 1478) – Boel Dirck Boelens (-1482)
- (1470-1471) – Jacob Hendrik Anvelsz
- (1470, 1474) – Louwerens Pouwelsz
- (1470, 1473, 1477-1478, 1480-1481, 1484, 1487) – Jan Beth Jansz
- (1470) – Wouter Oom
- (1473-1474) – Claes Stanssen
- (1473-1476, 1480, 1485, 1488, 1491) Jan Dircksz van Wormer
- (1475, 1479) – Symon Dircsz uit die Poorte
- (1476-1477) – Jan Talingh Jansz
- (1477) – Pieter Allert Pietersz
- (1478-1479) – Gerrit Deyman
- (1479, 1481, 1490-1491) – Jan Cleas van Hoppen
- (1481) – Jan Coman Jansz
- (1481) – Jacob Pieter Hillebrantsz (-1481)
- (1482, 1485-1486, 1488-1489, 1495) – Gijsbert Jacobsz Drooch
- (1482-1483, 1497) – Jacob van Breghe Pietersz
- (1483) – Pieter Haring Jansz
- (1483) – Egbert Jansz
- (1483-1484, 1489, 1502, 1505, 1507, 1509) – Dirck Heymansz Ruysch (-1509)
- (1484, 1491, 1494, 1499-1500) – Dirck Symon Bardenz
- (1484-1485, 1488, 1490, 1492, 1500, 1502) – Bartholomeus Jacobsz
- (1486, 1493) – Jacob van Berghe
- (1486) – Jan Claes Lambertsz
- (1487, 1493) – Jan Broeck Melijsz
- (1487-1488, 1490) – Gerrit Symon Claes Anwelfs
- (1489) – Vechter Barentsz
- (1489, 1490, 1492-1493) – Jacob Jong Jacobsz
- (1491-1492, 1495-1496, 1507) – Dirck Claesz
- (1492) – Jacob Willemszn van Beverwaarde
- (1493-1494, 1498-1499) – Dirck Heymansz
- (1494,1496) – Jan Bethz
- (1494-1495, 1497-1498, 1500-1502) – Willem Andriesz
- (1495, 1497) – Boel Jacobszn Bicker (-1505)
- (1496-1497, 1499, 1501, 1509, 1512, 1514-1515, 1507-1509, 1512, 1514-1515, 1517) – Andries Boelens (1455-1519)
- (1496, 1498) – Willem Boem

## 16. århundrede
- (1498) – Bruyninck Claesz
- (1499,1501, 1509, 1511, 1513, 1519) Clement Wolfertsz
- (1500, 1504, 1506, 1509, 1511, 1514) – Dirck Claesz Sillemoer
- (1501, 1503-1505, 1507, 1510) – Andries Boel Dircxz
- (1502) – Jacob van Bergen Pietersz
- (1502-1503) – Jan Persijn Jansz
- (1503) – Jacob van Burgh
- (1503, 1510, 1512, 1515, 1519) – Corenelis Jansz de Vlaming (-1519)
- (1504, 1506, 1508-1509, 1511-1512, 1514, 1517-1518, 1520-1521, 1523-1524) – Claes Heyn Claesz (-1524)
- (1504, 1506, 1508) – Claes Moyert Dircxz
- (1505-1506, 1508-1509) – Gerrit Mattheusz (-1509)
- (1505, 1507, 1510-1511, 1513-1514, 1516-1517, 1519, 1522-1523, 1525-1526) – Floris Jan Claesz
- (1510, 1512-1513, 1515-1516, 1518, 1520, 1522, 1528, 1536-1537, 1539) – Claes Gerritsz Dayman
- (1513, 1515, 1518, 1523-1524, 1526, 1528-1529, 1531-1532, 1534-1535) – Ruysch Jan Beth
- (1516, 1521) – Willem Duyn Pietersz
- (1516, 1518-1519, 1521-1522, 1524, 1526) – Jonghen Dirck Claesz
- (1517, 1519, 1520) – Jan Lambert Jansz
- (1520) – Simon Claesz Sillemoer
- (1521, 1527, 1529-1530) – Hillebrant Jansz Otter
- (1520-1525, 1527-1528, 1530-1531, 1533-1534, 1537) – Albert Andries Boelensz
- (1523, 1525) – Robert Jacobsz
- (1524) – Symon Claesz van Doorn
- (1525, 1527) – Frans Claes Heynenszn
- (1526, 1527,1529) – Lucas Jacobsz Persijn (-1530)
- (1528, 1530, 1532-1533, 1535) – Hayman Jacobs
- (1529, 1531, 1533) – Cornelis Hendriks Loen
- (1530, 1532, 1537-1538, 1540, 1541) Gerrit Andriesz
- (1531, 1533, 1535) – Peter Colijn (-10 may 1535)
- (1532, 1534, 1542) – Jacob Pietersz Haring
- (1534, 1536) – Cornelis Benning
- (1535-1536, 1538, 1541) – Jan Teng (-1541)
- (1535) – Goossen Jansz Reecalff
- (1536) – Cornelis Buyck Sybrantsz
- (1537, 1542) – Claes Hillebrantsz
- (1538-1539, 1541, 1543, 1545) – Claes Loen Fransz
- (1538, 1540-1541, 1543, 1546-1547, 1550-1551, 1554-1555, 1557, 1558) – Claes Gerrit Mattheusz (-1558)
- (1539-1540, 1542-1543, 1545-1546, 1548, 1549, 1551-1552, 1555-1556, 1564) – Hendrick Dircxs
- (1539, 1541-1542, 1544, 1546, 1548, 1553, 1558) – Claes Doedensz
- (1540, 1549, 1554) – Egbert Garbrantsz
- (1543-1544, 1547, 1549, 1551) – Cleas Heyn Willemsz
- (1544-1545, 1547-1548, 1550, 1552-1553, 1555, 1557, 1559-1560, 1562-1563, 1565) – Pieter Cantert Willemsz
- (1544, 1546, 1548, 1550, 1553) – Claes Hendriksz Basgen (1488-1563)
- (1545, 1547, 1551, 1556-1559, 1561, 1566, 1574) – Dirck Hillebrantsz Otter
- (1549-1550, 1552, 1554, 1556, 1559, 1561, 1565, 1567, 1569-1570, 1572, 1574-1577) – Joost Sijbrantsz Buyck (1505-1588)
- (1552, 1560, 1568) – Symon Mertensz
- (1553-1554, 1559) – Cornelis Dobbensz (-1559)
- (1555, 1557-1558) – Jan Duyvensz
- (1556, 1558, 1560, 1562-1563) – Sybrant Pompeius Occo
- (1559, 1561-1565, 1567-1568, 1570-1571, 1573-1574) – Symon Claes Copsz
- (1560-1561, 1564, 1566-1567, 1569, 1571-1572) – Jan Claes van Hoppen
- (1562-1563, 1566, 1571, 1573, 1575) Cornelis Jacobsz Brouwer
- (1565-1566, 1568, 1569, 1573) – Elbert Marcus
- (1567, 1571) – Hendrick Cornelisz
- (1568, 1570, 1572) – Floris Mertensz
- (1569) – Dirck Jan Dayman
- (1570, 1572, 1573) – Jacob Cornelisz
- (1574, 1576) – Pieter Pietersz
- (1575) – Cornelis Jacobsz van Leyden
- (1575-1576) – Jan Vechtersz
- (1576, 1578) – Jacob Theus Gerrijtsz
- (1577-1578) – Cornelis Claes Meusz
- (1577) – Jacob Cantert
- (1578) – Hendrik Jacobsz Bicker
- (1578) – Reyner Hendriksz
- (1578-1579, 1581-1582, 1584, 1586, 1589, 1592, 1594, 1597, 1601) Hr. Willem Bardensz=Wilhelm Baerdesen (1528-1601)
- (1578, 1580) – Maarten Jansz Koster (1520-1592)
- (1578, 1580)	 Adriaan Reiniersz Kromhout
- (1578) – Diederik Jansz Graeff
- (1579) – Jan Claes Cat.
- (1579-1580, 1582-1583, 1585, 1587) – Egbert Roelofz
- (1579, 1581, 1583-1584, 1586-1587, 1592, 1597, 1602, 1604) – Cornelis Florisz van Teylingen
- (1580-1581, 1583, 1585-1586, 1588-1589, 1591-1592, 1594, 1595) – Reynier Cant (1536-1595)
- (1581) – Reynier van Neck
- (1582, 1584-1585) Hr. Marten Jansz Coster
- (1582, 1587, 1589, 1593, 1596, 1599, 1600) – Jan Claes fra Hamburch
- (1583, 1585, 1587-1588, 1590-1591, 1593-1594, 1597-1598, 1600, 1602-1603, 1605-1606, 1608) – Pieter Cornelisz Boom
- (1584) – Jan Verburch
- (1586, 1588, 1590, 1592) – Claes Fransz Oetgens
- (1588, 1591, 1594, 1596-1597, 1601-1602, 1604-1605, 1607-1608, 1610) – Cornelis Pieters Hooft (1547-1626)
- (1589-1590, 1593) – Cornelis Florisz
- (1590, 1593, 1595, 1599-1600) – Balthazar Appelman
- (1591, 1595-1596, 1600-1601, 1603, 1605, 1613-1614, 1616, 1618, 1621, 1623) – Barthold Adriaensz Cromhout
- (1595, 1598-1599, 1606-1607, 1609-1610, 1612, 1614) – Jacob Andriesz Boelens
- (1596, 1598, 1601, 1603-1604, 1606) Jan de Dzn Egbertsz
- (1598, 1599, 1604, 1607, 1611-1612) Frans Hendricxsz Oetgens

## 17. århundrede
- (1601, 1607, 1610, 1611, 1613) – Cornelis Benning
- (1602, 1608-1609) – Claes Fransz
- (1603) – Gerrit Pietersz Bicker (1554-1604)
- (1606, 1608) – Sebastiaen Egberts (1563-)
- (1610) – Dirck Bas (1569-1637)
- (1605, 1609, 1611, 1614) – Reynier Adriaensz Pauw
- (1611, 1614) – Roelof Egbertsz
- (1612) – Jan Pietersz Reael
- (1609, 1612-1613 Gerrit Jacob Witsz
- (1613, 1628-1637) – Jacob Dircksz de Graeff (1569/71-1638)
- (???? – ????) – Jacob Poppen (1576-1624)
- (1626 – 1647) – Jan Cornelisz. Geelvinck (1579 – 1651)
- (1627 – 1633) – Geurt van Beuningen
- (???? – ????) – Jan Six (1618-1700)
- (???? – ????) – Hendrik Trip
- (???? – ????) – Hendrik Hooft
- (1627 – 1649) – Andries Bicker (1586-1652)
- (1638 – 1646) – Albert C. Burgh (1593-1647)
- (1639 – 1649) – Gerbrand Claesz Pancras (1591-1649)
- (1643 – 1663) – Cornelis de Graeff (1599-1664)
- (1646 – 1650, 1654) – Cornelis Bicker (1593-1654)
- (1650 – ????) – Frans Banning Cocq
- (1653) – Jan Bicker (1591-1653)
- (1653 – 1654) – Cornelis Jan Witsen (1605-1669)
- (1654 – ????) – Nicolaes Tulp (1593-1674)
- (???? – ????) – Willem Cornelisz Bakker (1595-1652)
- (???? – ????) – Gerard Schaep (1598-1666)
- (???? – ????) – Gerrit Dedel
- (???? – ????) – Joan Huydecoper I (1599-1661)
- (1657 – 1671) – Andries de Graeff (1611-1678)
- (???? – ????) – Joan Huydecoper II (1625-1704)
- (???? – ????) – David de Wildt
- (1665 – 1680) – Gillis Valckenier (1666-1727)
- (1669 – 1686) – Coenraad van Beuningen (1622-1693)
- (1673 – 1689) – Cornelis Geelvinck (1621-1689)

## 18. århundrede
- (1672 – 1704) – Joannes Hudde (1628-1704)
- (1682 – 1705) – Nicolaas Witsen (1641-1717)
- (1695) – Jacob Jacobsz Hinlopen
- (1695) – Jan Corver
- (1695) – Nicolaas Opmeer
- (1696) – Jacob Boreel
- (±1697) – Alewijn Willemsz Joor
- (1697 – ????) – François de Vicq (1646-1707)
- (1702) – Dirk Bas
- (1702) – Gerbrand Pancras
- (1708, 1711, 1714, 1716-1717) – Gerrit Hooft (1649-1717)
- (1718, 1730) – Jan van de Poll(1) (1666-1735)
- (???? – ????) – Jan van de Poll(2) (1597-1678)
- (???? – ????) – Jan van de Poll(3) (1668-1745)
- (???? – ????) – Egidius van der Bempden (1667-1737)
- (???? – ????) – Hendrikus Bicker (1682-1738)
- (???? – ????) – Cornelis Hop (1685-1762)
- {???? – ????) – Willem Munter (1682-1759)
- {1720, 1743) – Lieve Geelvinck (1676-1743)
- Nicolaes Sautijn (-1743)
- {1748) – Nicolaes Geelvinck
- (1722 – 1736) – Mattheus Lestevenon (1674-1743)
- (1737, 1740, 1743) – Gerrit Hooft II (1684-1767)
- (1740) – Gerrit Corver
- (???? – 1748) – Gillis van den Bempden
- (1745) – Harmen Hendrik van de Poll (1697-1772)
- (???? – ????) – Pieter Rendorp (1703-1760)
- (1753, 1756, 1759, 1762) – Cornelis Hop (1685-1762)
- (???? – ????) – Quirijn Willem van Hoorn (1730-1797)
- (???? – 1787) – Hendrik Danielszoon Hooft (1710-1801)
- (???? – ????) – Jacob Elias Arnoudsz (1728-1800)
- (1781 – 1792) – Joachim Rendorp (1728-1792)
- (???? – 1787)	 Frederick Alewijn

## 19. århundrede
- (1811 – 1813) – Willem Joseph van Brienen van de Groote Lindt (1760-1839)
- (1813 – 1824) – Pieter Alexander van Boetzelaer (1759-1826)
- (1813 – 1824) – Jan Brouwer Joachimsz
- (1813 – 1816) – Paul Ivan Hogguer (1760-1816)
- (1813 – 1824) – David Willem Elias (1758-1828)
- (1816 – 1824) – Gerrit Blaauw
- (1821 – 1824) – Adries Adolph Deutz baron van Assendelft (-1833)
- 1824-1828: David Willem Elias (1758-1828)
- 1828-1836: Frederik van de Poll (1780-1853)
- 1836-1842: Willem Daniël Cramer (1788-1856)
- 1842-1849: Pieter Huidekoper (1798-1852)
- 1850-1853: Gerlach Cornelis Joannes van Reenen (1818-1893)
- 1853-1853: Hendrik Provó Kluit (1803-1860)
- 1854: ingen borgmester
- 1855-1858: Cornelis Hendrik Boudewijn Boot (1813-1892)
- 1858-1866: Jan Messchert van Vollenhoven (1812-1881)
- 1866-1868: Cornelis Fock (1828-1910)
- 1868-1880: Cornelis den Tex (1824-1882)
- 1880-1891: Gijsbert van Tienhoven (1841-1914:
- 1891-1901: Sjoerd Anne Vening Meinesz (1833-1909)

## 20. århundrede
- 1901-1910: Wilhelmus Frederik van Leeuwen (1860-1930)
- 1910-1915: Antonie baron Roëll (1864-1940)
- 1915-1921: Jan Willem Cornelis Tellegen (1859-1921)
- 1921-1941: Willem de Vlugt (1872-1945)
- 1941-1945: Edward John Voûte (1887-1950)
- 1945-1946: Feike de Boer (1892-1976)
- 1946-1957: Arnold Jan d'Ailly (1902-1967)
- 1957-1967: Gijs van Hall (1904-1977)
- 1967-1977: Ivo Samkalden (1912-1995)
- 1977-1983: Wim Polak (1924-1999)
- 1983-1994: Ed van Thijn (1934)
- 1994-2001: Schelto Patijn (1936-2007)

## 21. århundrede
- 2001-2010: Job Cohen (1947)
- 2010-2010: Lodewijk Asscher (1974)
- 2010-2017: Eberhard van der Laan (1955-2017)
- 2017-2018: Jozias van Aartsen (1947)
- siden 2018: Femke Halsema (1966)